# Valódi címeres poloskák
A valódi címeres poloskák (Pentatomini) a félfedelesszárnyúak (Hemiptera) rendjében a poloskák (Heteroptera) alrendjébe sorolt címerespoloska-alkatúak (Pentatomomorpha) öregcsalád névadó nemzetsége.

## Rendszerezésük
A meghatározás, az egyes fajok elkülönítésének nehézségeitől nem függetlenül a taxon tagolása rendkívül bizonytalan.

### Az ITIS tagolása
Az ITIS a nemzetséget 37 nemre bontja:
- Acrosternum Fieber, 1860
- Aelia Fabricius, 1803
- Agonoscelis Spinola, 1837
- Arvelius Spinola, 1840
- Banasa Stål, 1860
- Brepholoxa Van Duzee, 1904
- Chlorochroa Stål, 1872
- Chlorocoris Spinola, 1837
- Codophila Mulsant and Rey, 1866
- Coenus Dallas, 1851
- Cosmopepla Stål, 1867
- Cyptocephala Berg, 1883
- Dendrocoris Bergroth, 1891
- Euschistus Dallas, 1851
- Holcostethus Fieber, 1860
- Hymenarcys Amyot and Serville, 1843
- Kermana Rolston and McDonald, 1981
- Loxa Amyot and Serville, 1843
- Menecles Stål, 1867
- Mormidea Amyot and Serville, 1843
- Moromorpha Rolston, 1978
- Murgantia Stål, 1862
- Neopharnus Van Duzee, 1910
- Neottiglossa Kirby, 1837
- Nezara Amyot and Serville, 1843
  - zöld vándorpoloska (Nezara viridula)
- Odmalea Bergroth, 1915
- Oebalus Stål, 1862
- Padaeus Stål, 1862
- Pellaea Stål, 1872
- Piezodorus Fieber, 1860
- Prionosoma Uhler, 1863
- Proxys Spinola, 1840
- Runibia Stål, 1861
- Tepa Rolston and McDonald, 1984
- Thyanta Stål, 1860
- Trichopepla Stål, 1867
- Vulsirea Spinola, 1837

### Észak-Dakota Állami Egyetemének felosztása
Az Észak-Dakota Állami Egyetemén kidolgozott rendszer a nemzetséget 55 nemre bontja:
- Acrocorisellus
- Adevoplitus
- Ahmadiana
- Amblycara
- Amirantea
- Banasa
- Bifurcipentatoma
- Brasilania
- Catalampusa
- Cervicoris
- Chrysodarecus
- Disderia
- Elsiella
- Evoplitus
- Glaucioides
- Grazia
- Hyrmine
- Iphiarusa
- Janeirona
- Kaschmirocoris
- Kermana
- Lelia
- Leovitius
- Marghita
- Modicia
- Myota
- Neojurtina
- Neotibilis
- Nocheta
- Okeanos
- Pallantia
- Paratibilis
- Parvacrena
- Pellaea
- Pentatoma
  - vörös lábú címeres poloska (Pentatoma rufipes)
- Phalaecus
- Pharypia
- Placocoris
- Placosternum
- Priassus
- Prionaca
- Prionocompastes
- Pseudevoplitus
- Ramivena
- Ramosiana
- Rhaphigaster
  - bencepoloska (Rhaphigaster nebulosa)
- Rideriana
- Serdia
- Similliserdia
- Stictochilus
- Taurocerus
- Tibilis
- Vidada
- Zhengius
- Zimmerana